# Aiemann Zahabi
Aiemann Zahabi (Laval, Quebec; 19 de noviembre de 1987) es un artista marcial mixto canadiense que actualmente compite en la división de peso gallo del Ultimate Fighting Championship (UFC). Actualmente se encuentra en la posición #11 del ranking de peso gallo de UFC.

## Carrera de artes marciales mixtas

### Carrera temprana
Antes de unirse a la UFC, Zahabi acumuló un récord de 6–0 con todas sus victorias llegando por detenciones en el primer asalto.

### Ultimate Fighting Championship
Zahabi debutó en UFC Fight Night: Lewis vs. Browne contra Reginaldo Vieira. Ganó la pelea por decisión unánime.
En su segunda pelea para la promoción, Zahabi enfrentó a Ricardo Ramos el 4 de noviembre de 2017, en UFC 217.  Perdió la pelea por nocaut en el tercer asalto.
Zahabi enfrentó a Vince Morales el 4 de mayo de 2019, en UFC Fight Night 151. Perdió la pelea por decisión unánime.
Se esperaba que Zahabi se enfrentara al recién llegado promocional Drako Rodriguez el 19 de diciembre de 2020, en UFC Fight Night 183. Sin embargo, Zahabi dio positivo por COVID-19 y el combate fue cancelado, sin buscar un reemplazo para Drako. La pelea fue reprogramada para UFC Fight Night 185 el 20 de febrero de 2021. En el pesaje, Rodríguez pesó 140.5 libras, cuatro libras y media por encima del límite de peso pactado. Se le impuso una multa del 30% de su bolsa, que se destinó a su oponente Zahabi, y el combate continuó en un peso acordado. Zahabi ganó la pelea por nocaut en el primer asalto. Esta victoria le valió el premio a la Actuación de la Noche.
Zahabi enfrentó al ganador del peso gallo de The Ultimate Fighter 29, Ricky Turcios, el 9 de julio de 2022, en UFC on ESPN 39. Ganó la pelea por decisión unánime.
Zahabi enfrentó a Aori Qileng el 10 de junio de 2023, en UFC 289. Ganó la pelea por nocaut en el primer asalto.
Zahabi enfrentó a Javid Basharat el 2 de marzo de 2024, en UFC Fight Night 238. Ganó la pelea por decisión unánime.
Zahabi estaba programado para enfrentar a Marcus McGhee el 7 de septiembre de 2024 en UFC Fight Night 242. Sin embargo, él mismo se retiró y la pelea fue cancelada.
Zahabi se enfrentó a Pedro Munhoz el 2 de noviembre de 2024 en UFC Fight Night 246. Ganó la pelea por decisión unánime.

## Campeonatos y logros
- Ultimate Fighting Championship
  - Actuación de la Noche (una vez) vs. Drako Rodriguez[14]

## Récord de artes marciales mixtas
| Récord profesional | Récord profesional | Récord profesional |
| 15 peleas          | 13 victorias       | 2 derrotas         |
| ------------------ | ------------------ | ------------------ |
| Nocaut             | 6                  | 1                  |
| Sumisión           | 2                  | 0                  |
| Decisión           | 5                  | 1                  |

| Resultado | Récord | Oponente              | Método                      | Evento                                  | Fecha                   | Ronda | Tiempo | Localización                     | Notas                                                                                 |
| --------- | ------ | --------------------- | --------------------------- | --------------------------------------- | ----------------------- | ----- | ------ | -------------------------------- | ------------------------------------------------------------------------------------- |
| Victoria  | 13–2   | José Aldo             | Decisión (unánime)          | UFC 315                                 | 10 de mayo de 2025      | 3     | 5:00   | Montreal                         |                                                                                       |
| Victoria  | 12–2   | Pedro Munhoz          | Decisión (unánime)          | UFC Fight Night: Moreno vs. Albazi      | 2 de noviembre de 2024  |       |        | Edmonton                         |                                                                                       |
| Victoria  | 11–2   | Javid Basharat        | Decisión (unánime)          | UFC Fight Night: Rozenstruik vs. Gaziev | 2 de marzo de 2024      | 3     | 5:00   | Las Vegas, Nevada                |                                                                                       |
| Victoria  | 10–2   | Aori Qileng           | KO (golpes)                 | UFC 289                                 | 10 de junio de 2023     | 1     | 1:04   | Vancouver, British Columbia      |                                                                                       |
| Victoria  | 9–2    | Ricky Turcios         | Decisión (unánime)          | UFC on ESPN: dos Anjos vs. Fiziev       | 9 de julio de 2022      | 3     | 5:00   | Las Vegas, Nevada                |                                                                                       |
| Victoria  | 8–2    | Drako Rodriguez       | KO (puñetazo)               | UFC Fight Night: Blaydes vs. Lewis      | 20 de febrero de 2021   | 1     | 3:05   | Las Vegas, Nevada                | Pelea de peso pactado en (140.5 lb); Rodríguez perdió el peso. Actuación de la Noche. |
| Derrota   | 7–2    | Vince Morales         | Decisión (unánime)          | UFC Fight Night: Iaquinta vs. Cowboy    | 4 de mayo de 2019       | 3     | 5:00   | Ottawa, Ontario                  |                                                                                       |
| Derrota   | 7–1    | Ricardo Ramos         | KO (codazo giratorio)       | UFC 217                                 | 4 de noviembre de 2017  | 3     | 1:58   | Ciudad de Nueva York, Nueva York |                                                                                       |
| Victoria  | 7–0    | Reginaldo Vieira      | Decisión (unánime)          | UFC Fight Night: Lewis vs. Browne       | 19 de febrero de 2017   | 3     | 5:00   | Halifax, Nova Scotia             |                                                                                       |
| Victoria  | 6–0    | Kyle Oliveira         | TKO (lesión en la rodilla)  | Prestige FC 2: Queen City Coronation    | 12 de marzo de 2016     | 1     | 2:17   | Regina, Saskatchewan             |                                                                                       |
| Victoria  | 5–0    | Jeremy Dichiara       | TKO (golpes)                | Hybrid Pro Series 4                     | 17 de octubre de 2015   | 1     | 0:18   | Montreal, Quebec                 |                                                                                       |
| Victoria  | 4–0    | Scott Farhat          | KO (puñetazo)               | Rivals MMA 1                            | 13 de marzo de 2015     | 1     | 2:36   | Montreal, Quebec                 |                                                                                       |
| Victoria  | 3–0    | Wesley Bowman         | Sumisión (ankle lock)       | Hybrid Pro Series 2                     | 15 de noviembre de 2014 | 1     | 4:40   | Gatineau, Quebec                 |                                                                                       |
| Victoria  | 2–0    | Phillip Deschambeault | Sumisión (rear-naked choke) | MMA Fight Night 1                       | 5 de marzo de 2014      | 1     | 2:33   | Montreal, Quebec                 |                                                                                       |
| Victoria  | 1–0    | Kyle Vivian           | TKO (sumisión a golpes)     | Slamm 1                                 | 30 de noviembre de 2012 | 1     | 1:28   | Montreal, Quebec                 | Debut en Peso Gallo.                                                                  |